# Atamisquea emarginata
Atamisquea emarginata är en kaprisväxtart som beskrevs av John Miers, William Jackson Hooker och Arn. Atamisquea emarginata ingår i släktet Atamisquea och familjen kaprisväxter. Inga underarter finns listade i Catalogue of Life.